# 朝日稲荷神社 (東京都中央区)
朝日稲荷神社（あさひいなりじんじゃ）とは、東京都中央区銀座の「大広朝日ビル」屋上に鎮座する神社。
赤坂（永田町）の日枝神社の兼務社となっている。

## 概要
創建不詳。古くから当地に鎮座し、崇敬を集めてきたが、1855年（安政2年）の安政の大地震で三十間堀に埋没し、1917年（大正6年）の高潮災害による御神体の露呈・発見と奉安、1923年（大正12年）の関東大震災に伴う転地を経て、銀座3丁目町会が奉斎するところとなった。
戦災を経て再建した後、1983年（昭和58年）に隣地の「大広ビル」改築に伴い、共同ビルを建築するに至った。
近年では、新海誠監督のアニメ映画「天気の子」に登場する神社のモデルとして注目を集め、人気を博している。

## 境内
大広朝日ビル（8階建て）
- 屋上 - 本殿
- 8階 - 社務所
- 1階 - 拝殿

## 授与・時間
- 御朱印（お守り付き）：500円
- お守りのみ：200円

授与受付時間
- 月曜から金曜日 10:00~15:00

参拝時間
- 1階拝殿 7:30~18:00（この時間以外はシャッター閉）
- 屋上本殿 10:00~18:00（その他エレベーター停止中は、参拝不可）

また元旦は本殿・拝殿共に参拝不可。